# Pasang Lhamu Sherpa
Pasang Lhamu Sherpa (szerpa: པ་སངས་ལྷ་མོ་ཤར་པ།, nep. पासाङ ल्हामु शेर्पा; ur. 10 grudnia 1961 w Lukli, zm. 22 kwietnia 1993 pod Mount Everestem) – nepalska himalaistka i przewodniczka wysokogórska, pierwsza kobieta urodzona w Nepalu, która zdobyła szczyt Mount Everest.

## Życiorys
Urodziła się w mieście Lukla w nepalskim dystrykcie Solukhumbu. Przyszła na świat rodzinie Szerpów – tragarzy wysokościowych obsługujących wszelkie wyprawy wysokogórskie, więc wspinała się od najmłodszych lat. Jako że zawód szerpy w tamtych czasach był uważany za zawód tylko męski, Pasang za namową ojca została przewodniczką trekkingów. W 1987 zdobyła swój pierwszy wyższy szczyt – Pisang Peak (6091 m n.p.m.). Większą popularność zdobyła w 1990, kiedy to została pierwszą Nepalką na szczycie Mont Blanc (4810 m n.p.m.), najwyższej góry Europy. Jej pierwszym zdobytym ośmiotysięcznikiem było Czo Oju (8201 m n.p.m.), zdobyty również w 1990.
Te sukcesy pozwoliły jej dołączyć w 1991 do kobiecej francuskiej wyprawy na Mount Everest, która skończyła się niepowodzeniem przez złą pogodę i trudne warunki. Zespół dotarł wtedy na wysokość 7996 m n.p.m. W następnym roku Pasang podjęła dwie kolejne próby wejścia na najwyższą górę świata. Pierwsza wyprawa miała miejsce w okresie wiosennym i wspinaczkę zakończyła 100 m przed wierzchołkiem ze względu na nagłe załamanie pogody. Druga próba nastąpiła już w okresie po monsunowym, czyli jesienią 1992. Tym razem bardzo złe warunki na górze pozwoliły Nepalce dotrzeć tylko do ostatniego obozu rozbitego na Przełęczy Południowej (przełęcz pomiędzy Everestem a Lhotse).

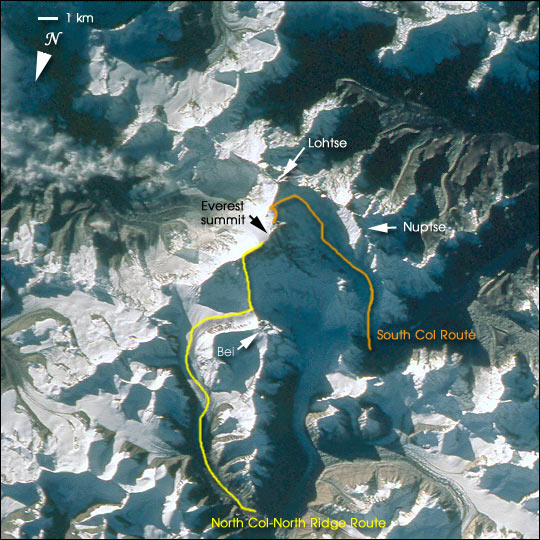
Zdjęcie satelitarne Mount Everestu z zaznaczonymi dwoma drogami wejścia

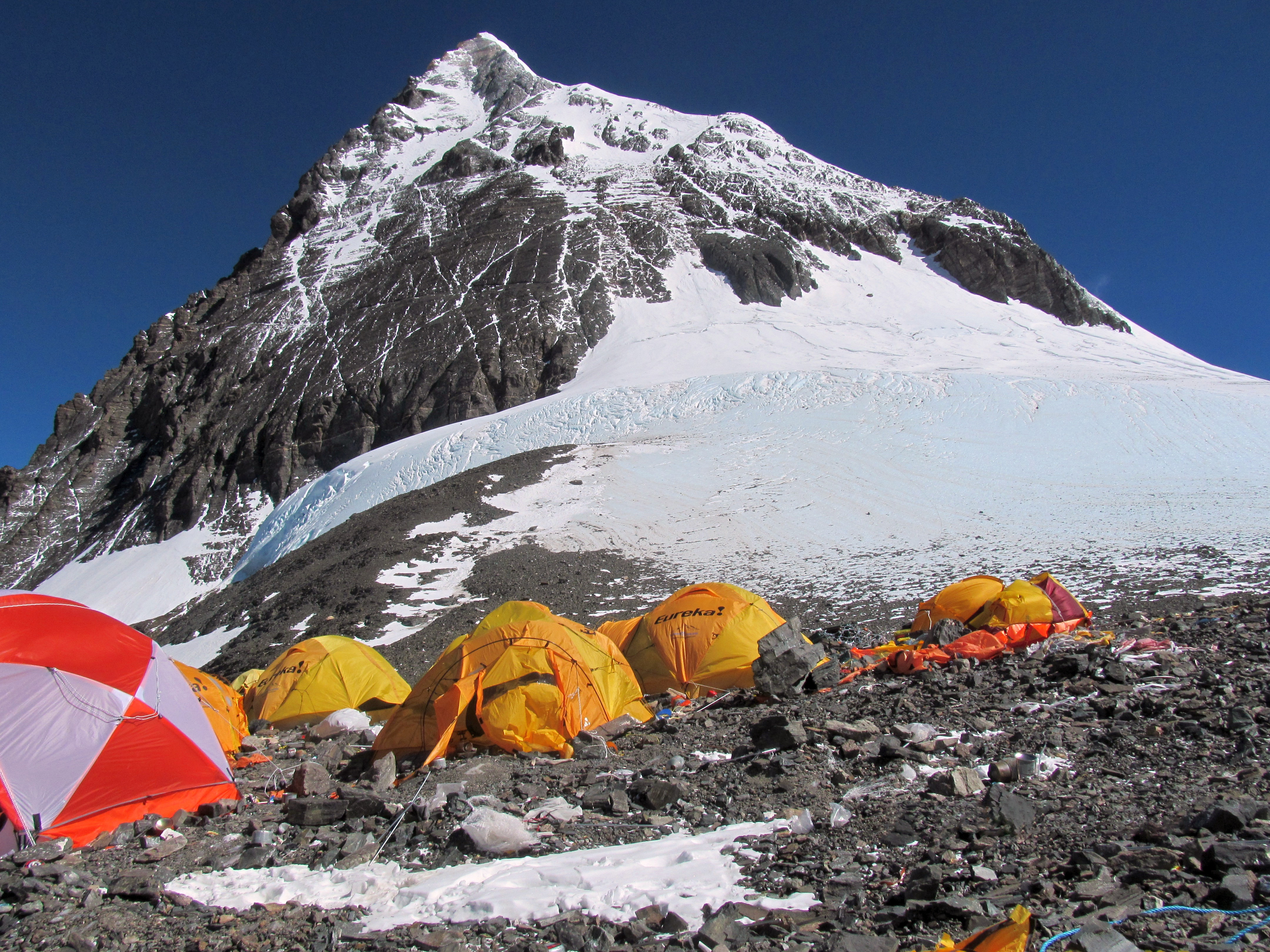
Widok na szczyt Everestu z obozu IV na Przełęczy Południowej

### Historyczne wejście na Everest
W 1993 r. została zorganizowana kobieca międzynarodowa wyprawa na Everest, w której miały wziąć udział również dwie Nepalki. Pasang złożyła podanie do ministerstwa turystyki Nepalu, które miało za zadanie wybrać kobiety do udziału w tej wyprawie, lecz kandydatura została odrzucona. Zorganizowała więc własną wyprawę, której została kierowniczką. Główny sponsor wyprawy, browar San Miguel, zapłacił za połowę kosztów, a resztę wyłożyła z własnej kieszeni Pasang Lhamu.
Wyprawa podchodziła na szczyt drogą pierwszych zdobywców, czyli granią południowo-wschodnią. Baza główna wyprawy znajdowała się na Lodowcu Khumbu. Atak szczytowy rozpoczął się rankiem 22 kwietnia. Zespół składający się Z Pasang Lhamu Sherpa, Sonam Tshering Sherpa, Lhakpa Norbu Sherpa, Pemba Dorje Sherpa i Dawa Tashi Sherpa wyszedł z Obozu IV znajdującego się na Przełęczy Południowej. Pogoda była idealna i cały zespół zameldował się na szczycie, co uczyniło Pasang pierwszą mieszkanką Nepalu, która zdobyła najwyższą górę świata. W międzyczasie Sherpa Sonam Tshering, pięciokrotny zdobywca Everestu, bardzo poważnie zachorował na chorobę wysokościową. Już podczas zejścia, na Wierzchołku Południowym, mimo wysiłków Pasang by go ratować, zmarł. Zmieniła się również drastycznie pogoda, dwóch Szerpów zeszło szybciej po pomoc, a Pasang Lhamu została z jednym Szerpą przez noc na Wierzchołku Południowym.
Pasang Lhamu Sherpa zmarła nocą podczas biwaku, a następnego dnia rano samotny Szerpa wrócił do obozu IV. Ciało Nepalki odzyskał zespół Szerpów, wspierany przez litewskiego himalaistę Vladasa Vitkauskasa dopiero po osiemnastu dniach, kiedy warunki pogodowe na to pozwoliły. Ciała Sonama Tsheringa nigdy nie odnaleziono.

### Po śmierci
Pasang Lhamu Sherpa została uznana za bohaterkę narodową Nepalu. Jej pogrzeb w stolicy Nepalu, Katmandu miał charakter uroczystości narodowej, uczestniczyło w nim tysiące osób. Jako pierwsza kobieta została udekorowana przez Króla Nepalu Orderem Gwiazdy Nepalu. Na jej cześć został nazwany dziewiczy siedmiotysięcznik w paśmie Mahalangur – Pasang Lhamu Peak (7315 m n.p.m.), a także specjalna odmiana pszenicy i 117-kilometrowy odcinek drogi łączący miejscowości Trishuli i Dunche. W Katmandu stanął naturalnej wielkości pomnik kobiety.